# Karolina Michalkiewicz
Karolina Michalkiewicz est une ancienne joueuse de volley-ball polonaise née le 3 septembre 1988 à Łódź. Elle mesure 1,78 m et jouait au poste de réceptionneuse-attaquante. 

## Clubs
| Club                       | De        | À         |
| -------------------------- | --------- | --------- |
| UKS 179 Łódź               |           | 2006-2007 |
| PTPS Piła                  | 2007-2008 | 2007-2008 |
| Jedynka Aleksandrów Łódzki | 2008-2009 | 2012-2013 |
| TJ Ostrava                 | 2013-2014 | 2013-2014 |
| PLKS Pszczyna              | 2014-2015 | 2014-2015 |
| AZS Politechnika Opolska   | 2015-2016 | 2016-2017 |